# Cuốc ngực nâu
Cuốc ngực nâu (tên khoa học: Porzana fusca) là loài chim thuộc họ Gà nước. 

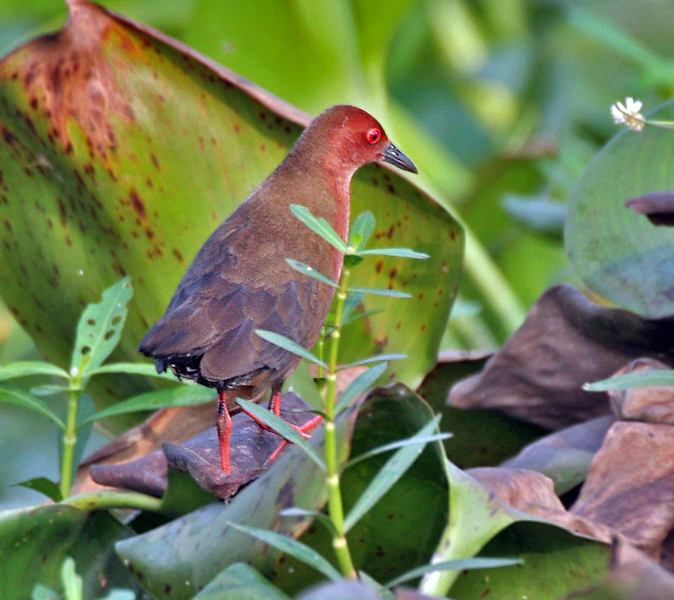
Cuốc ngực nâu tại Kolkata, Tây Bengal, Ấn Độ.

Môi trường sinh sản của cuốc ngực nâu là các đầm lầy và khu vực ẩm thuộc phía đông của Nam Á đến Hoa Nam, Nhật Bản và Indonesia. Chúng làm tổ ở nơi khô trên mặt đất, mỗi lứa đẻ 6 đến 9 trứng. Đây là loài chim không di cư, tuy nhiên một số quần thể phía bắc cũng di chuyển về phía nam trong mùa đông.
Cuốc ngực nâu có thân dài 22–23 cm.

## Hình ảnh

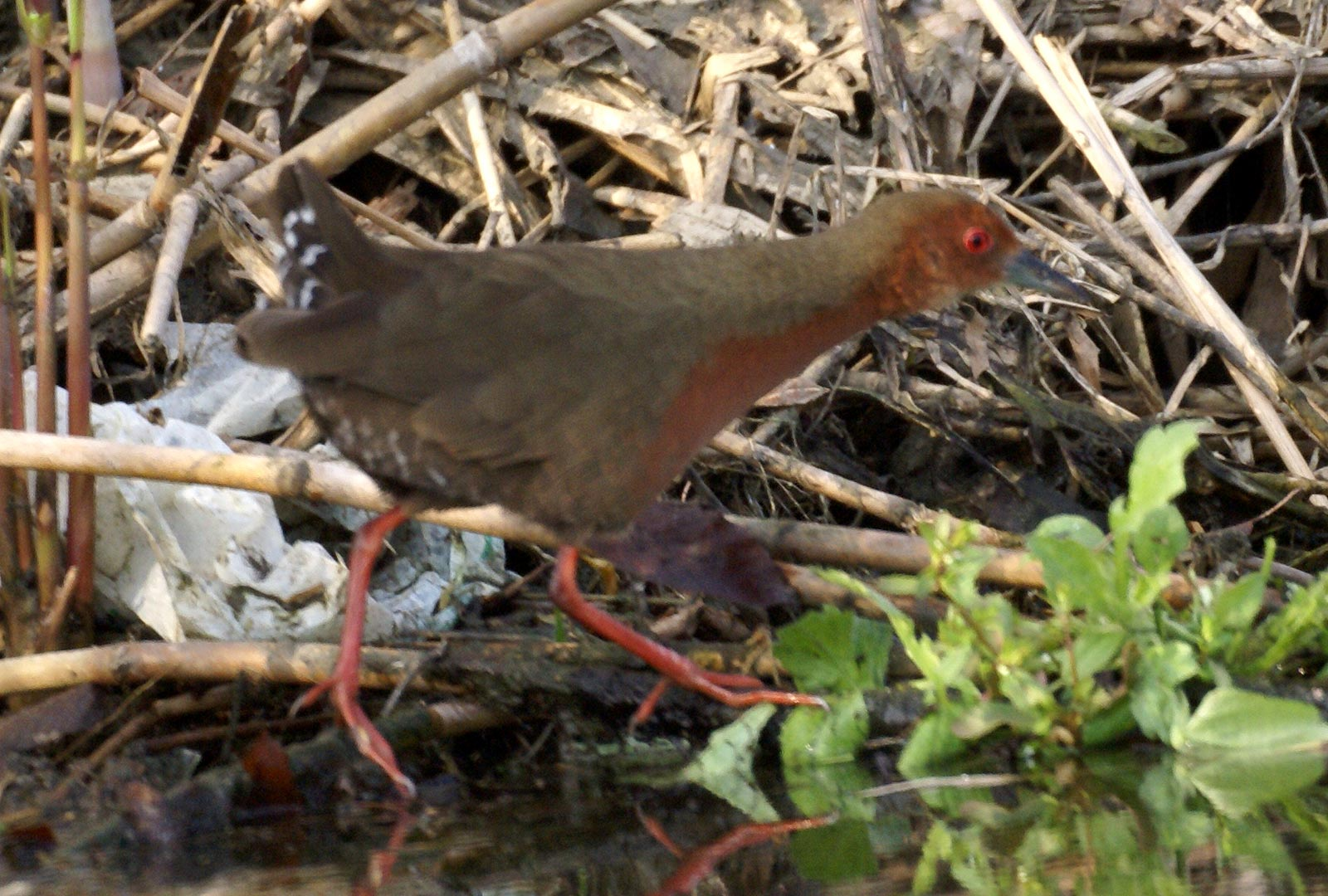
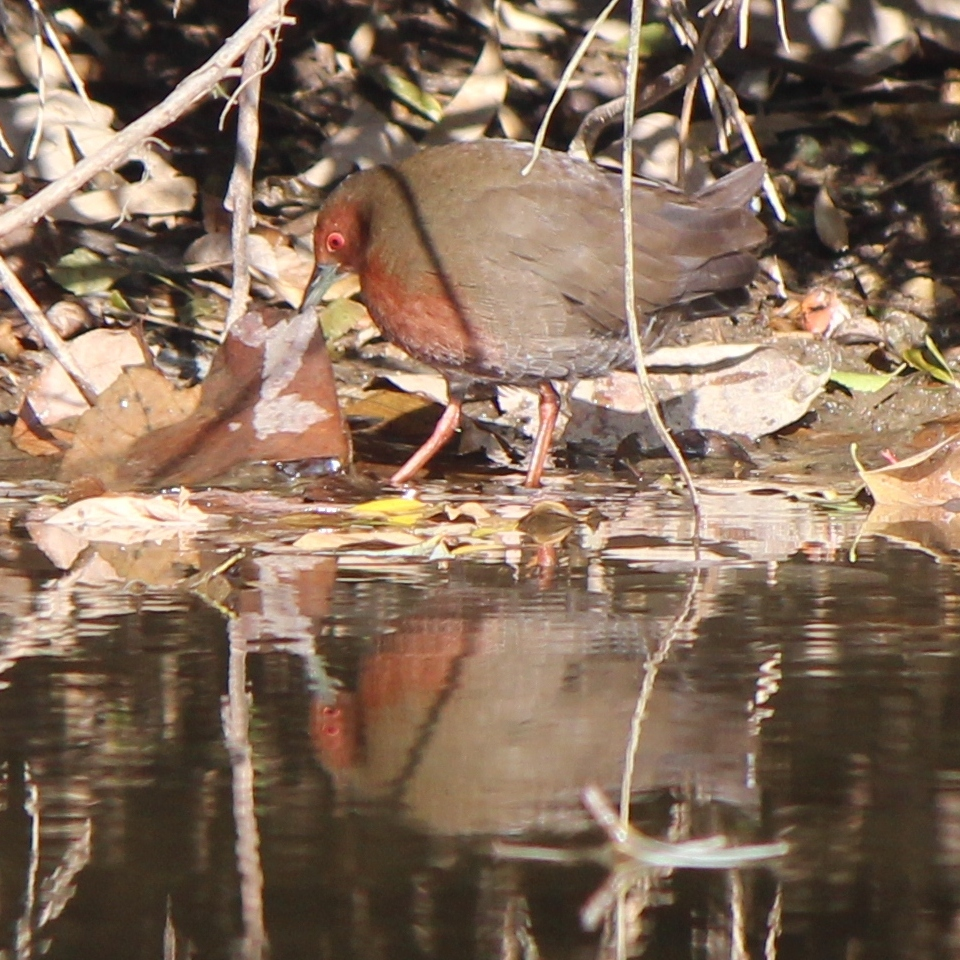